# Freddy Martin
Frederick Alfred (Freddy) Martin (9 de diciembre de 1906 – 30 de septiembre de 1983) fue un líder de banda y saxofonista de nacionalidad estadounidense.

## Primeros años
Nacido en Cleveland, Ohio, se crio en un orfanato y con varios parientes. Martin se inició tocando la batería, pasando posteriormente al saxofón, especializándose finalmente en el saxofón tenor, instrumento por el cual sería más identificado. En un principio había querido ser periodista, y esperaba ganar suficiente dinero gracias a su trabajo musical como para entrar en la Universidad Estatal de Ohio. Sin embargo, acabó siendo un dotado músico, liderando su propia banda mientras estudiaba en la high school y tocando en varios grupos locales. Tras tocar en la banda de un barco, Martin entró a formar parte de la banda Mason-Dixon, tocando posteriormente para Arnold Johnson y Jack Albin. Fue en la formación de Albin "Hotel Pennsylvania Music" cuando hizo sus primeras grabaciones para los sellos Harmony Columbia Records, Velvet Tone Records y Clarion en 1930.

## Carrera inicial

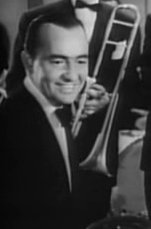
Martin en 1943

Tras un par de años, sus aptitudes empezaron a llamar la atención de otros músicos. Uno de ellos fue Guy Lombardo, que entabló una amistad de por vida con Martin. Una noche Martin sustituyó a Lombardo, al no poder éste cumplir con un compromiso artístico, siendo esa actuación la que supuso el verdadero inicio de la carrera de Martin. Sin embargo, su banda se disolvió, y no dispuso de un grupo permanente hasta 1931, en el Hotel Bossert de Brooklyn. 
En el Bossert Marine Room, Martin fue pionero del estilo "Tenor Band", el cual barrió la industria musical del momento. Con su propio saxo tenor como líder melódico, Martin encabezaba una sección de saxos tenores con solo dos instrumentos de metal y un trío de violines, percusión aparte. Su rico y cadencioso estilo rápidamente obtuvo imitadores en salones de baile y hoteles a lo largo de la nación. Las "Tenor bands", usualmente con solo tres tenores y una trompeta, ocasionalmente pudieron ser todavía escuchados hasta bien entrada la década de 1980. 
La banda de Martin grabó por primera vez para Columbia Records en 1932. Posteriormente trabajaron para Brunswick Records, permaneciendo con ese sello hasta 1938. Más adelante colaboraron con un sello dependiente de RCA, Bluebird Records, y para RCA Records. La banda también grabó con seudónimo a principios de la década de 1930 en discos de cantantes como Will Osborne. 
Martin tocó con su banda en muchos hoteles de prestigio, entre ellos el Roosevelt Grill de Nueva York y el Ambassador de Los Ángeles. Habitual en el medio radiofónico, entre sus shows figuraba el de la cadena NBC Maybelline Penthouse Serenade, en 1937. Pero el éxito real de Martin llegó en 1941 con un arreglo del primer movimiento del Concierto para piano n.º 1 (Chaikovski). Martin grabó la pieza instrumentalmente, pero pronto se añadieron letras recibiendo el título de "Tonight We Love" y siendo interpretada por Clyde Rogers. El éxito de "Tonight We Love" hizo que Martin adaptara otros temas clásicos, en los cuales tocaban los pianistas de la banda Jack Fina, Murray Arnold y Barclay Allen. En esa época Martin amplió la orquesta a un total de seis violines, cuatro instrumentos de metal y un número igual de saxos.

## Estilo musical
Freddy Martin fue apodado "Mr. Silvertone" por el saxofonista Johnny Hodges. Chu Berry dijo que Freddy Martin era su saxofonista favorito. Otros muchos saxofonistas también le admiraron, entre ellos Eddie Miller. Aunque su interpretación era admirada por muchos músicos de jazz, Freddy Martin nunca intentó ser un músico de jazz, y su estilo era el de una sweet band. A diferencia de la mayor parte de grupos de ese estilo, la formación de Martin era una de las más musicales y melódicas.

## Últimos años
Martin también tuvo buen oído para los cantantes. A lo largo de su trayectoria, Martin empleó a Merv Griffin, Buddy Clark, a los pianistas Sid Appleman y Terry Shand, al saxofonista Elmer Feldkamp, al cantante Stuart Wade (su cantante más destacado), al violinista Eddie Stone y a muchos otros. Helen Ward fue cantante de Martin poco antes de actuar para la nueva banda de Benny Goodman. 
La popularidad de Martin como líder de banda le llevó a Hollywood en la década de 1940, apareciendo junto a su formación en varios filmes, entre ellos Seven Days' Leave (1942), Stage Door Canteen (1943) y Melody time (1948).
En las décadas de 1950 y 1960 Martin siguió actuando en la radio y también para la televisión. No afectado por los cambios de los gustos musicales, siguió trabajando en grandes locales y fue director musical en la primera actuación de Elvis Presley en Las Vegas. Todavía solicitado en el circuito hotelero, Martin entró en la década de 1970 con un compromiso con el Hotel Ambassador de Los Ángeles. En los inicios de los años setenta formó parte de dos giras conocidas como The Big Band Cavalcade. Entre otros artistas de estos shows figuraban Margaret Whiting, Bob Crosby, Frankie Carle, Buddy Morrow, Art Mooney y George Shearing. Una vez finalizadas las giras, Martin volvió a la Costa Oeste, y en 1977 se le solicitó dirigir la banda de Guy Lombardo cuando éste hubo de ser hospitalizado por una dolencia cardiaca. 
Martin siguió liderando su banda hasta los inicios de la década de 1980, aunque para entonces ya estaba semirretirado. Freddy Martin falleció el 20 de septiembre de 1983 en un hospital de Newport Beach, California, tras una larga enfermedad. Tenía 76 años de edad. Fue enterrado en el Cementerio Pacific View Memorial Park del barrio de Corona del Mar, en Newport Beach.
Por su trabajo discográfico, a Martin se le concedió una estrella en el Paseo de la Fama de Hollywood, en el 6532 de Hollywood Boulevard.

### Audio
- Paper Tape Archive: Freddie Martin y el vocalista Merv Griffin, NBC

- Datos: Q2170130
- Multimedia: Freddy Martin / Q2170130